# الاثنين الأسود (2020)
كان يوم الإثنين الأسود 2020 انهيارًا عالميًا في سوق الأسهم في 9 مارس 2020،  حيث فتحت الأسواق على انخفاض بنسبة عدة في المئة، بعد أن شهدت انخفاض كبير خلال الأسبوعين السابقين، وقد عانت أسواق الأسهم العالمية أكبر انخفاض منذ عام 2008، خلال فترة الركود العظيم. وشملت الأسباب البارزة لهذا الانهيار جائحة فيروس كورونا 2019–20 وتدهور أسعار النفط.

## الخسائر
| مرتبة | تاريخ      | الإغلاق   | التغير      | التغير  | المرجع |
| مرتبة | تاريخ      | الإغلاق   | شبكة        | ٪       | المرجع |
| ----- | ---------- | --------- | ----------- | ------- | ------ |
| 1     | 2020-03-09 | 23851.02  | 012,013.76  | −7.79   | [ 5 ]  |
| 2     | 2020-02-27 | 25766.64  | 11,190.95   | −4.42   | [ 6 ]  |
| 3     | 2018-02-05 | 24,345.75 | 11,175.21   | .604.60 | [ 7 ]  |
| 4     | 2018-02-08 | 23,860.46 | 32 1,032.89 | .154.15 | [ 8 ]  |
| 5     | 2020-02-24 | 27960.80  | 31 1,031.61 | .563.56 | [ 9 ]  |